# A Very Special Family Guy Freakin' Christmas
A Very Special Family Guy Freakin' Christmas is een aflevering uit seizoen drie van de Amerikaanse animatieserie Family Guy.

## Verhaal
In deze aflevering is het kerst, het verhaal begint bij de kerstboom in het stadje. 
Chris Griffin geeft een snoepstok aan Stewie Griffin en zegt het niet in zijn neus te stoppen. Lois Griffin vindt de ster bovenaan de kerstboom heel mooi. Daarna gaan ze shoppen voor kerstcadeaus. Stewie ontmoet daar de Kerstman en vraagt om plutonium, later in de uitzending blijkt hij dit te krijgen.